# Žaba (planina)
Žaba je planina u Hrvatskoj i Bosni i Hercegovini, 11 km južno od Metkovića. Najviši vrh je Sveti Ilija (još nazivan i Crkvina ili Velika žaba) 955 m.
Prostire se u duljini od 14-ak kilometara u smjeru zapad-istok. Zapadni i niži dio (zvan i Mala Žaba) pripada Hrvatskoj s vrhovima Matica (681 m) i Marin vijenac (507 m) na kojem se nalazi betonski križ vidljiv i iz Doline Neretve. S najvišeg vrha, Sv. Ilije pruža se pogled prema visovima iznad Dubrovnika, Gatačkoj Bjelašnici, Dolini Neretve, Veležu, Prenju, Biokovu, te moru i otocima.
Planina Žaba je dijelila prostor povijesne humske župe Žaba na kontinentalni dio (sjeverno od planine) i primorski (južno od planine).

## Vanjske poveznice
- Ante Juras: Zaboravljeno planinarsko odredište: Marin vijenac Hrvatski planinar br. 11/2008 (478. – 481. str.) (pristupljeno 20. svibnja 2018.)